# Przełęcz Usui

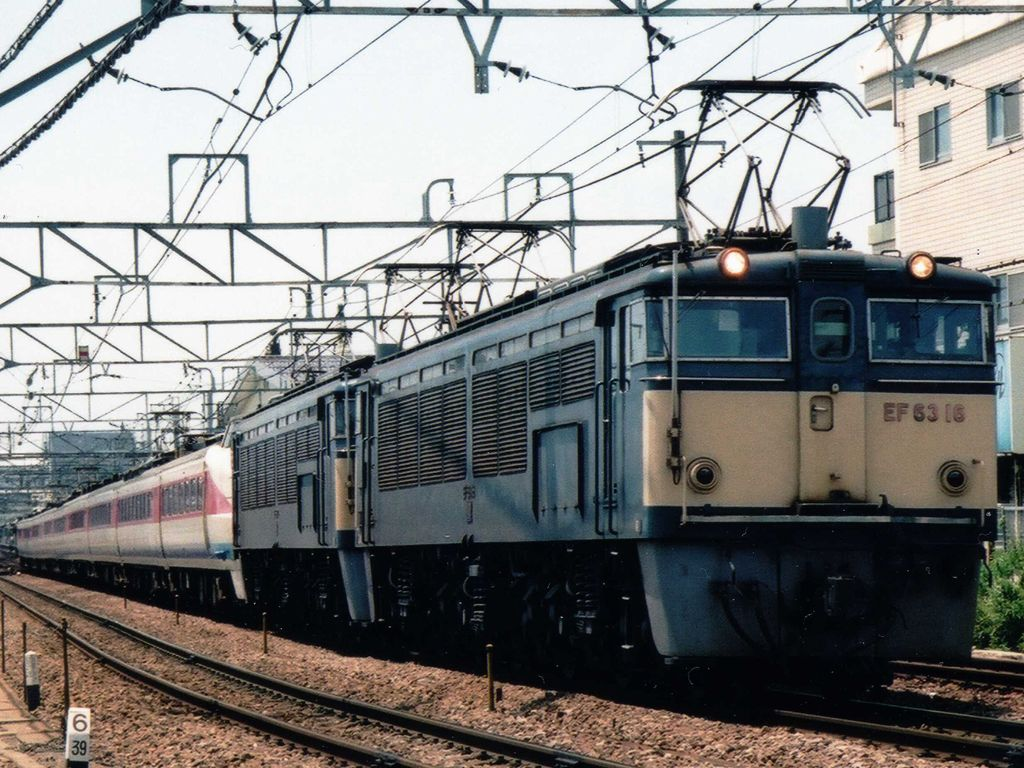
Pociąg elektryczny, rok 1997

Przełęcz Usui (jap. 碓氷峠 Usui-tōge) – przełęcz znajdująca się pomiędzy prefekturą Nagano a prefekturą Gunma. Służy jako jeden z głównych szlaków komunikacyjnych w centralnej Japonii co najmniej od VIII wieku.

## Droga
Przełęcz ta została opisana w Nihon-shoki, w kontekście pobytu księcia Takeru Yamato (Yamatotakeru no mikoto, imię własne: Ousu no mikoto), który przebył ją wiele lat wcześniej. Później Nakasendō, jedna z pięciu dróg okresu Edo, zarządzanych przez siogunat rodu Tokugawa, przechodziła szlakiem przez przełęcz.
W pobliżu przełęczy przebiega autostrada Jōshin’etsu oraz droga krajowa nr 18, które łączą popularne miejsca dla turystów, m.in. Karuizawę z niziną Kantō.

## Kolej

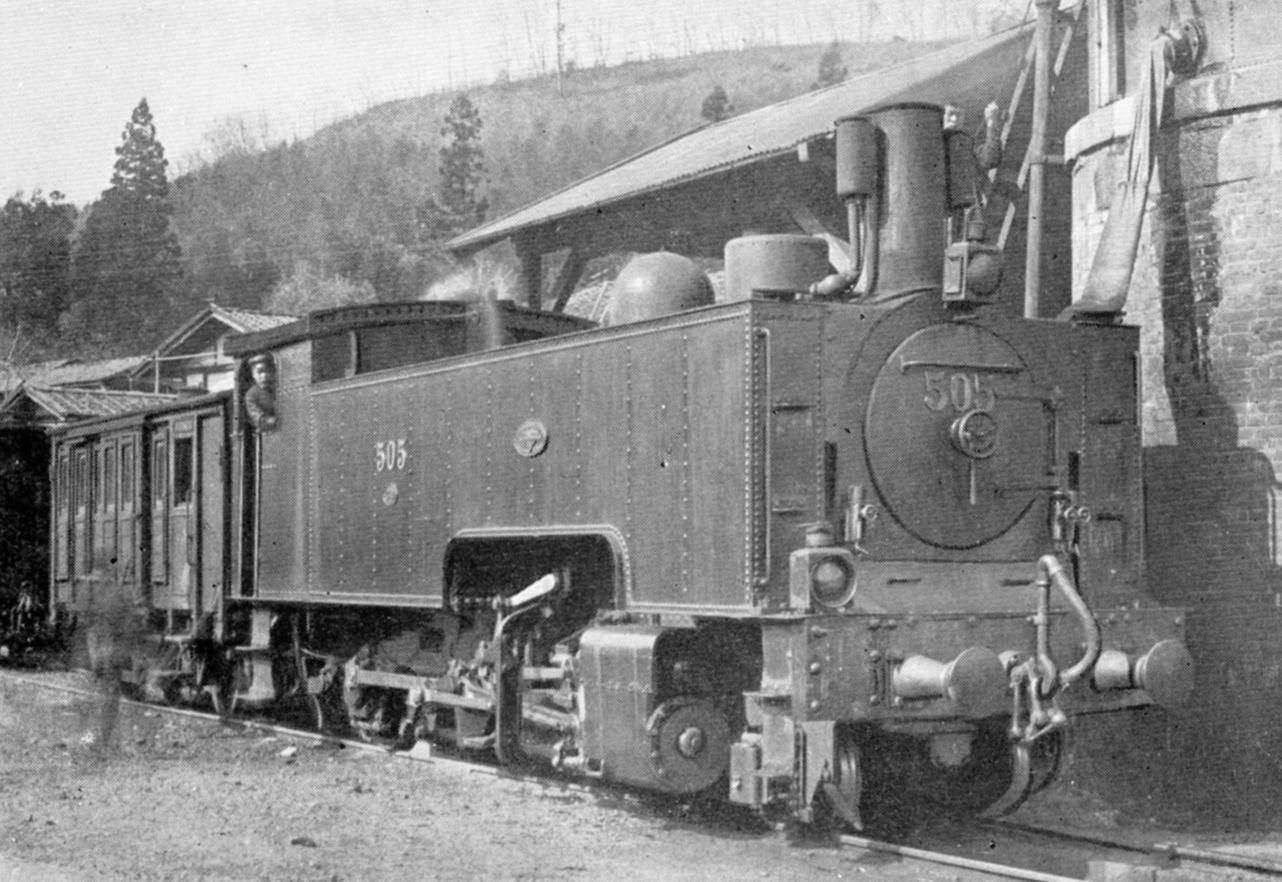
Lokomotywa zębata wyprodukowana przez firmę "Beyer, Peacock and Company" w 1895

Linia kolejowa Shin'etsu przechodziła przez przełęcz w latach 1893–1997. Tory miały długość 11,2 km i prowadziły ze stacji Yokokawa w prefekturze Gunma do stacji Karuizawa w prefekturze Nagano. Były one przeznaczone dla kolei zębatej do roku 1963, kiedy to linię przebudowano i stare lokomotywy zastąpiono nowymi. Muzeum starych lokomotyw znajduje się obecnie na stacji Yokokawa.